# Santa Teresa (Uruguay)
Santa Teresa est une ville de l'Uruguay située dans le département de Rivera. Sa population est de 2 171 habitants.

## Population
| Année | Population |
| ----- | ---------- |
| 1963  | -          |
| 1975  | 162        |
| 1985  | 1 221      |
| 1996  | 1 793      |
| 2004  | 2 171      |

,